# 빨간 풍선 (2007년 영화)
《빨간 풍선》(A la recherche du ballon rouge, Flight Of The Red Balloon)은 프랑스, 타이완에서 제작된 허우 샤오시엔 감독의 2007년 드라마, 가족 영화이다. 줄리엣 비노쉬 등이 주연으로 출연하였고 크리스티나 라센 등이 제작에 참여하였다.
이 영화는 2007년 5월 칸 영화제의 주목할만한 시선 부문에서 개봉되었다.

## 출연

### 주연
- 줄리엣 비노쉬
- 시몽 이떼아뉘

### 조연
- 송팡
- 이폴리트 지라르도
- 애너 시가레비치

## 기타
- 미술: 폴 파야드